# Lamarche
Lamarche (bis 1801 noch mit der Schreibweise La Marche) ist eine französische Kleinstadt mit 814 Einwohnern (1. Januar 2022) im Département Vosges in der Region Grand Est. Sie gehört zum Arrondissement Neufchâteau und zum Gemeindeverband Les Vosges côté Sud-Ouest. Die Bewohner werden Lamarchois und Lamarchoises genannt.

## Geografie

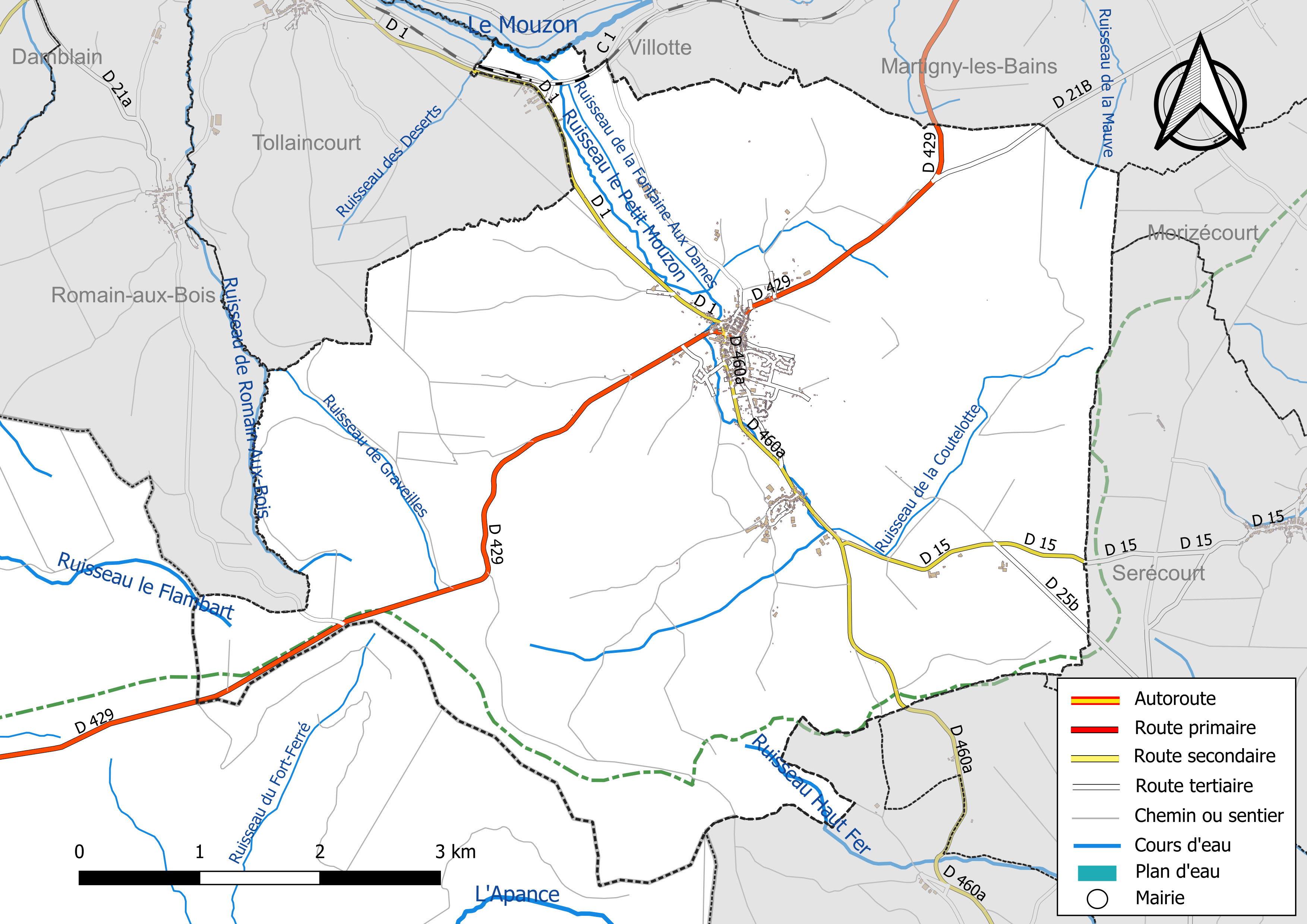
Gewässer und Straßen der Gemeinde

Die Stadt Lamarche liegt etwa 19 Kilometer südwestlich von Vittel und etwa 53 Kilometer westsüdwestlich von Épinal im äußersten Südwesten der historischen Region Lothringen an der Grenze zum Département Haute-Marne. Am Südostrand der Gemeinde verläuft die Maas-Saône-Wasserscheide. Im Gemeindegebiet liegt mit dem Mont des Fourches (501 m) die höchste Erhebung der Monts Faucilles zwischen dem Plateau von Langres und den Vogesen. Im Nordwesten reicht das Gemeindeareal bis an den Maas-Nebenfluss Mouzon heran. Ein weiterer Zufluss der Maas – der Flambart – entspringt im Südwestzipfel der Gemeinde. Nachbargemeinden von Lamarche sind Villotte im Norden, Martigny-les-Bains im Nordosten, Morizécourt und Serécourt im Osten, Isches und Mont-lès-Lamarche im Süden, Larivière-Arnoncourt (Haute-Marne) im Südwesten sowie Romain-aux-Bois und Tollaincourt im Nordwesten.

## Bevölkerungsentwicklung
| Jahr      | 1962 | 1968 | 1975 | 1982 | 1990 | 1999 | 2006 | 2013 | 2021 |
| --------- | ---- | ---- | ---- | ---- | ---- | ---- | ---- | ---- | ---- |
| Einwohner | 1209 | 1201 | 1333 | 1338 | 1258 | 1159 | 1084 | 983  | 841  |

Im Jahr 1846 wurde mit 2029 Bewohnern die bisher höchste Einwohnerzahl ermittelt. Die Zahlen basieren auf den Daten von cassini.ehess und INSEE.

## Sehenswürdigkeiten
- Die im 13. Jahrhundert erbaute Kirche Notre-Dame-de-l’Assomption wurde durch die Unruhen des 15. Jahrhunderts beschädigt und zu Beginn des 16. Jahrhunderts (Wiederherstellung der Gewölbe, Wiederaufbau des Chores) und im 18. Jahrhundert restauriert. Die Kirche ist seit 1997 als Monument historique klassifiziert. Sie birgt zahlreiche Ausstattungsgegenstände, die in der Base Palissy gelistet sind, darunter zu einem großen Teil, die als Monument historique der beweglichen Objekte klassifiziert oder eingeschrieben sind.
- Die Kapelle Aureil-Maison im Ortsteil Aureil-Maison wurde im 12. Jahrhundert errichtet und ist seit 1926 als Monument historique eingeschrieben.
- Hospital-Kapelle Saint-Charles-Borromée
- Ruinen der Kapelle des ehemaligen Klosters der Trinitarier
- Schloss La Trinité aus dem 18. Jahrhundert, ehemaliges Kloster der Trinitarier
- Das Wohnhaus in der Rue du Colonel-Renand datiert aus dem 18. Jahrhundert ist seit 1972 in Teilen als Monument historique klassifiziert, in weiteren Teilen eingeschrieben.
- jüdischer Friedhof

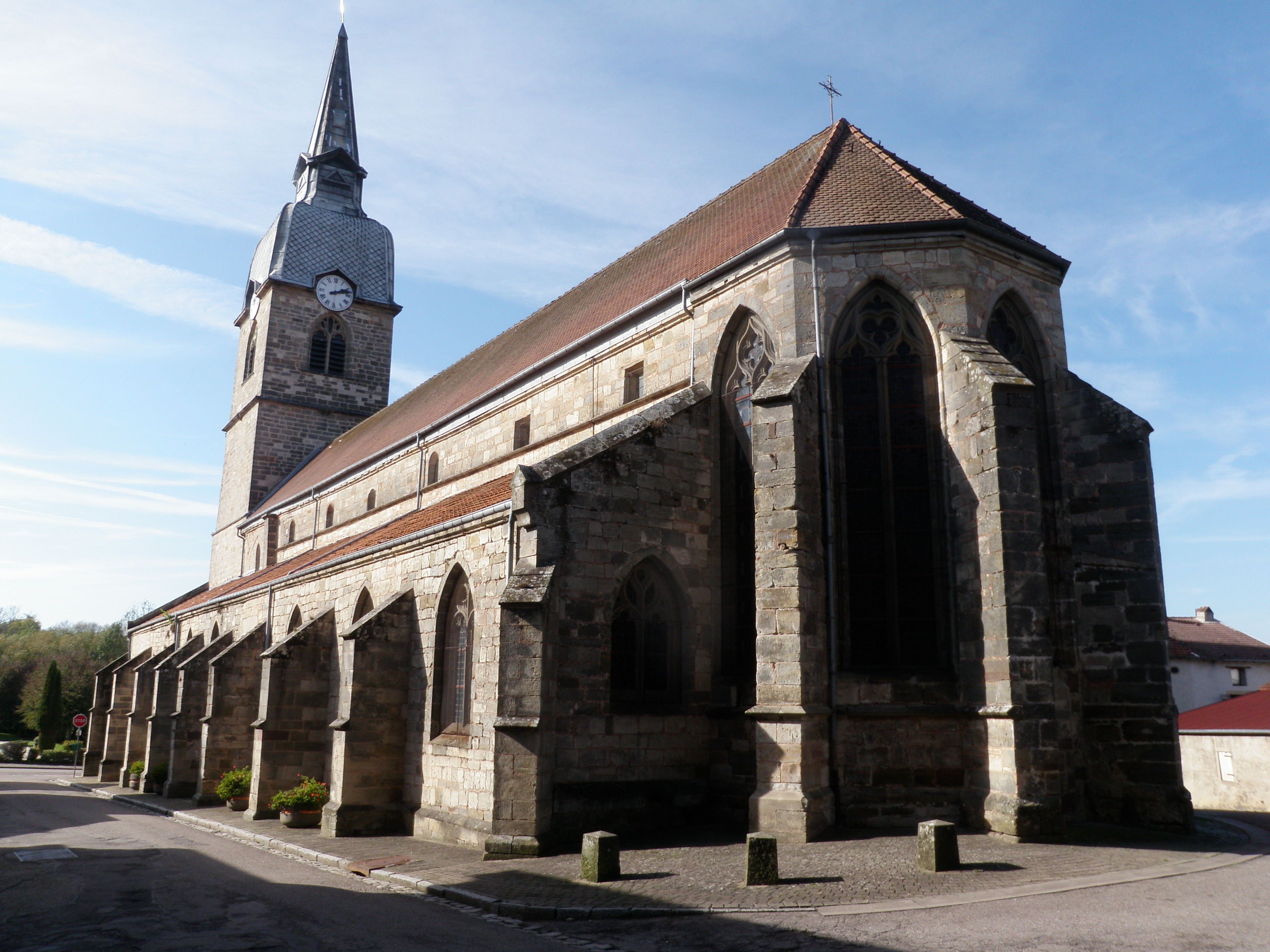
Kirche Notre-Dame-de-l’Assomption
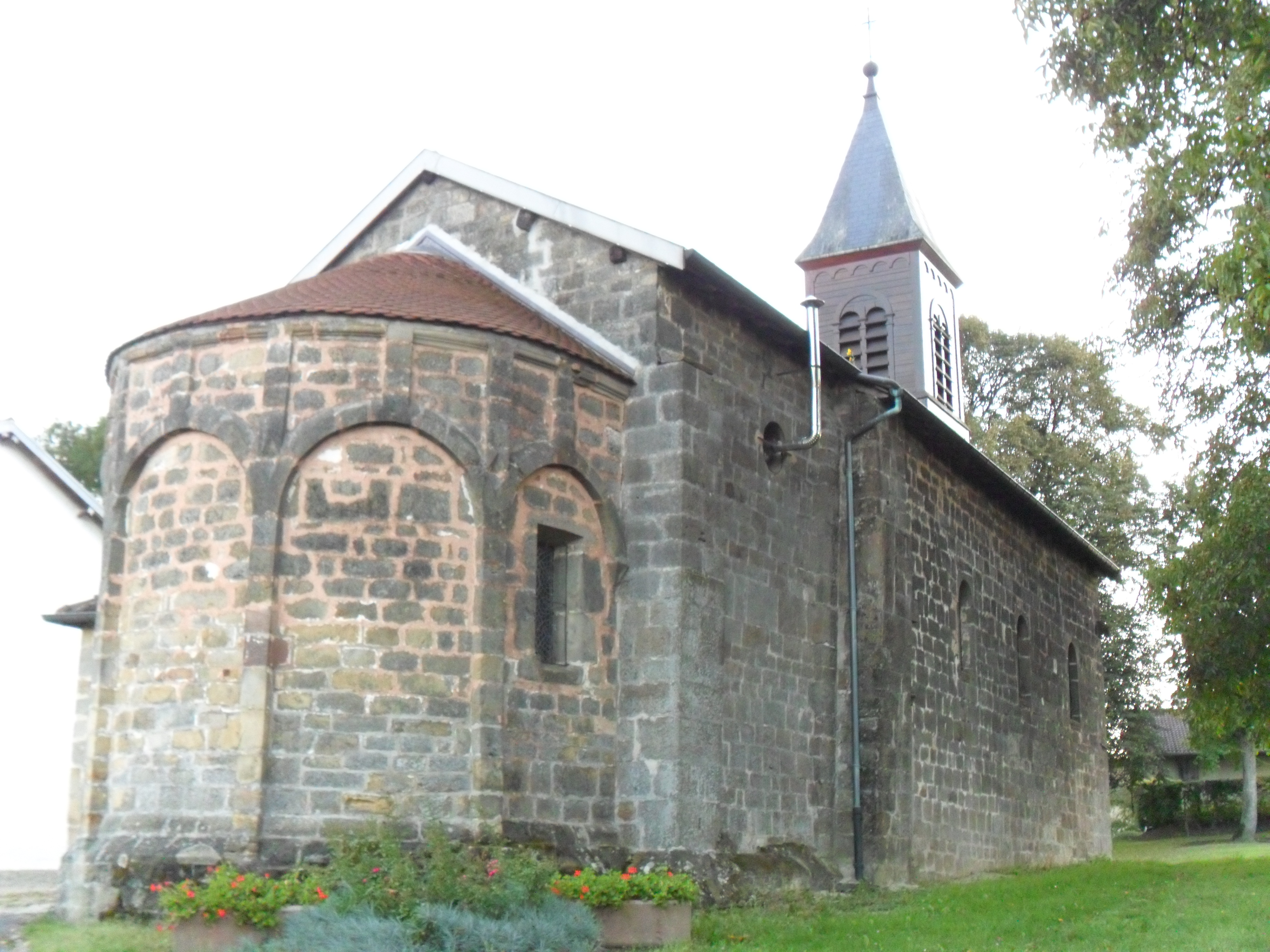
Kapelle Aureil-Maison
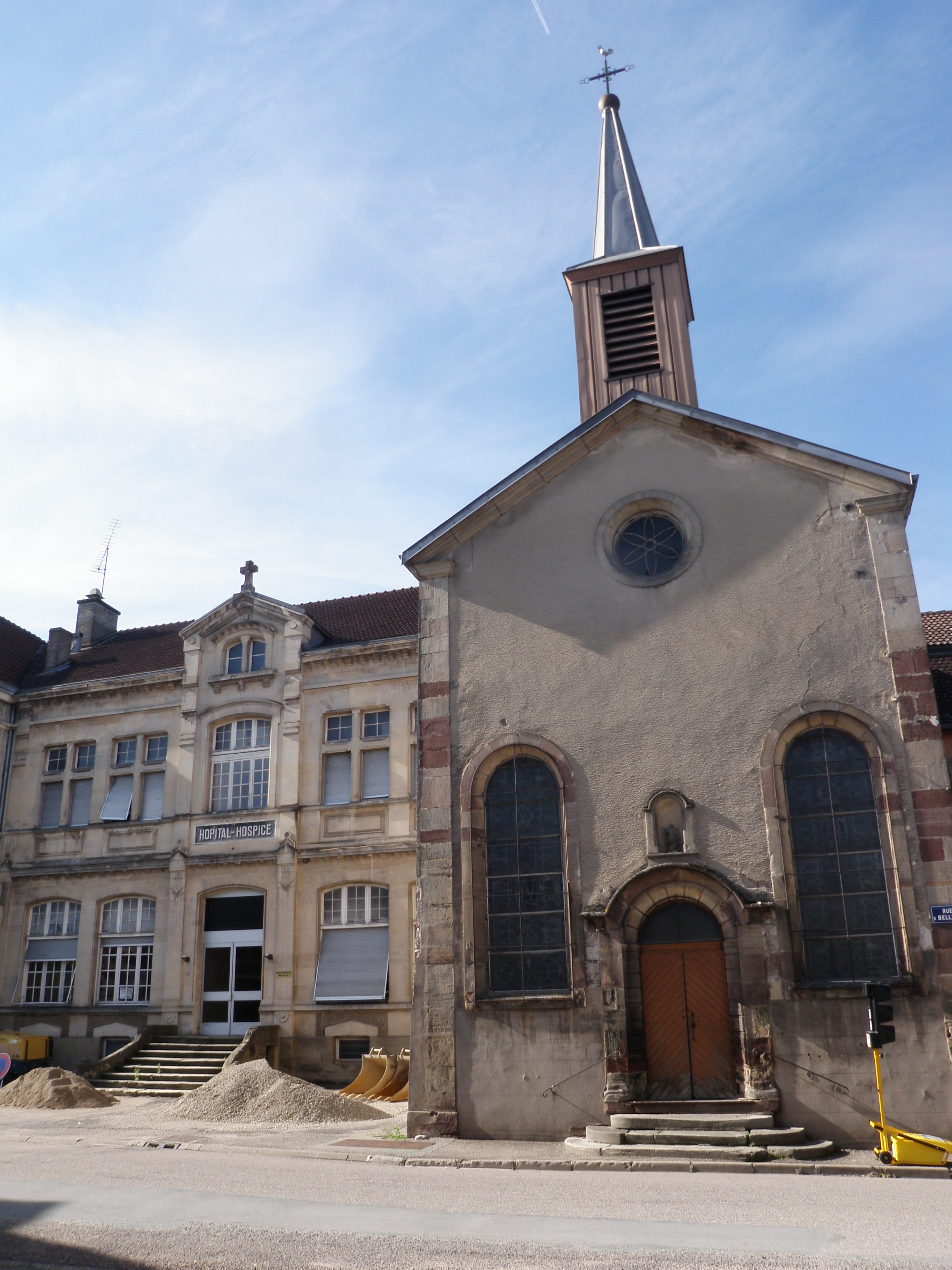
Kapelle Saint-Charles-Borromée
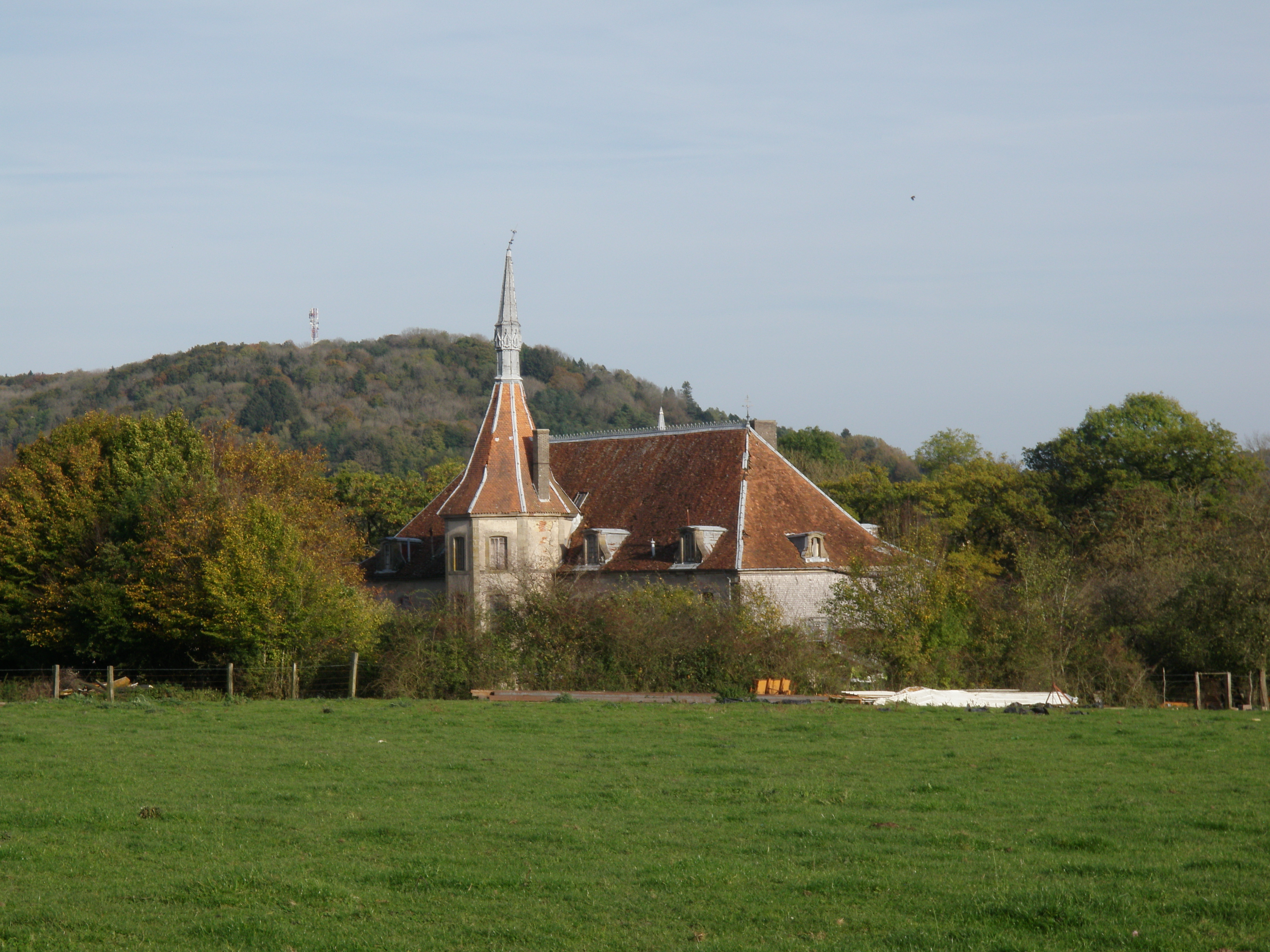
Schloss La Trinité
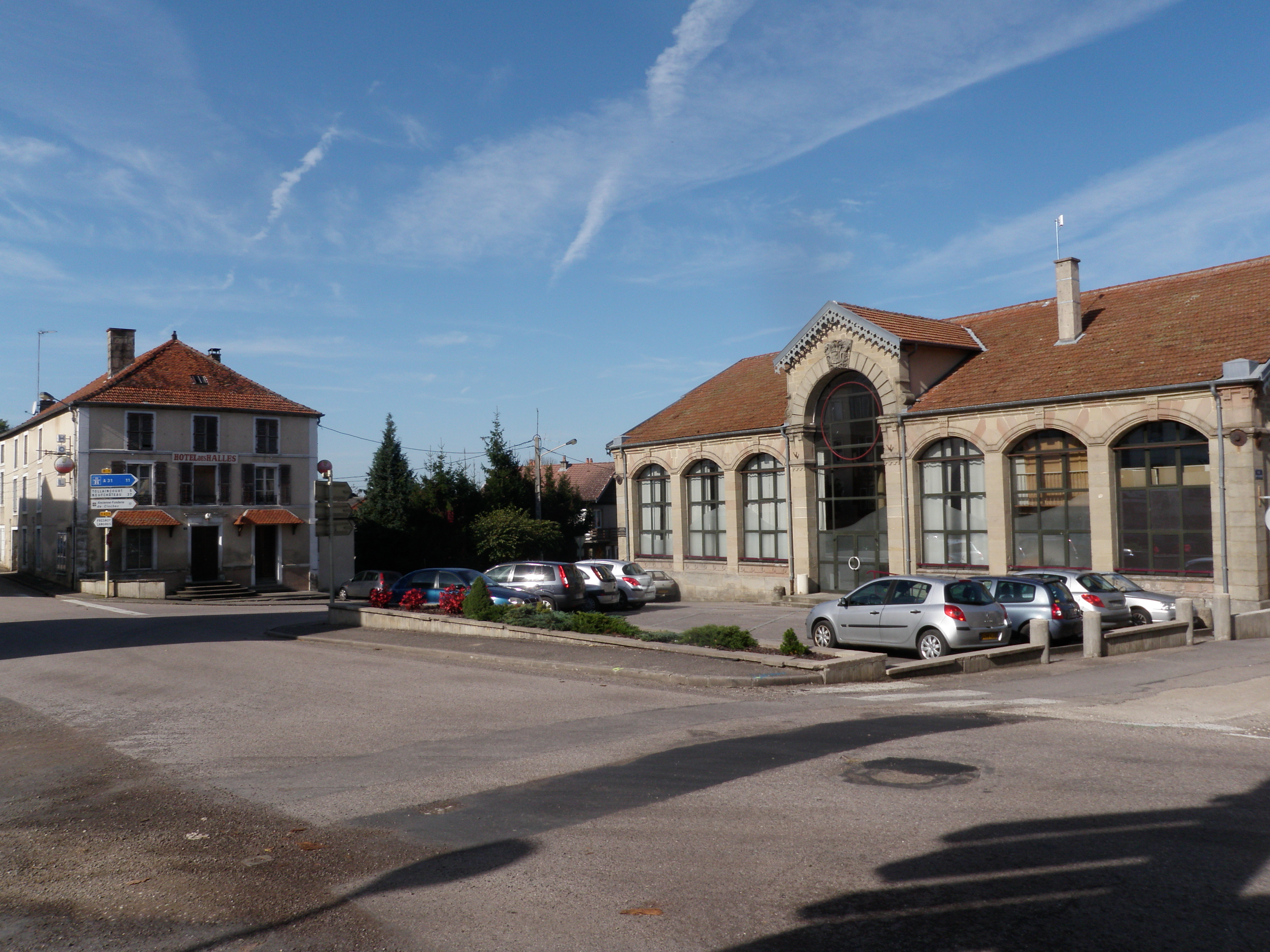
Ehemalige Markthalle
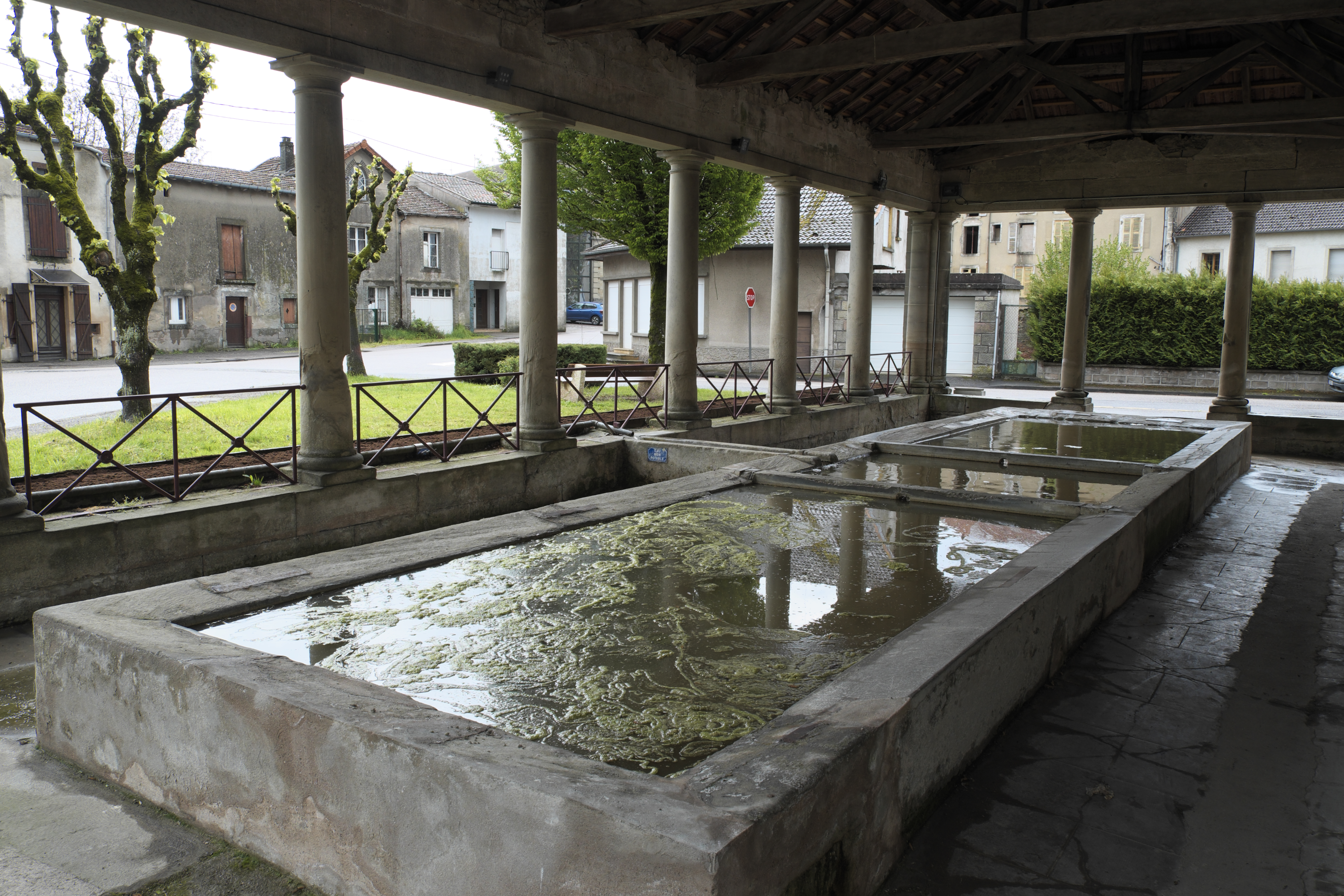
Waschhaus Lavoir du Grisfontaine
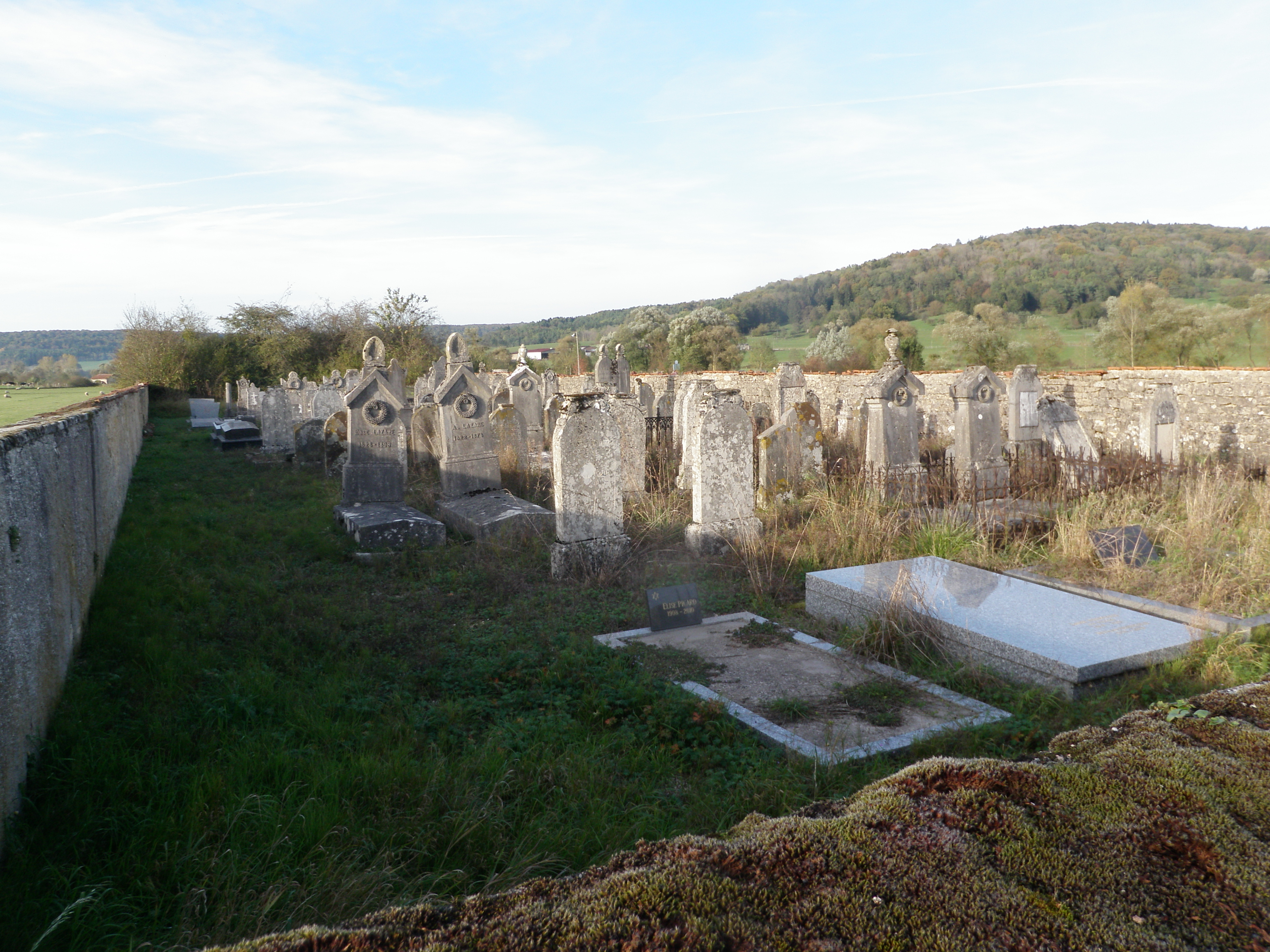
Jüdischer Friedhof

## Wirtschaft und Infrastruktur
In Lamarche dominiert nach wie vor die Landwirtschaft. In der Gemeinde sind 15 Landwirtschaftsbetriebe ansässig (Milchwirtschaft, Rinderzucht). Darüber hinaus spielen Dienstleistungs- und Handelssektor und die Gesundheitsbranche eine gewisse Rolle.
Nach Schließung von Grundschulen in den kleinen Dörfern der Umgebung entwickelt sich Lamarche zum zentralen Grundschulstandort. Lamarche verfügt über eine Gendarmerie-Brigade und eine Feuerwache.
Durch Lamarche führt die D429 (ehemals RN 429) von Vittel nach Langres. Der etwas außerhalb des Ortes gelegene Bahnhof Lamarche an der Bahnstrecke Merrey–Hymont-Mattaincourt wird momentan nicht bedient.

## Persönlichkeiten
- Claude-Victor Perrin gen. Victor (1764–1841), Marschall von Frankreich und Kriegsminister, in Lamarche geboren

## Belege
1. ↑  Ortsname. cassini.ehess.fr
2. ↑  Lamarche auf cassini.ehess.fr
3. ↑  Lamarche auf insee.fr
4. ↑  Landwirtschaftsbetriebe auf annuaire-mairie.fr (französisch)
5. ↑  Lamarche, Gemeinderatssitzung Marey im August 2010 (französisch)